# Василије Ђерић
Василије Ђерић (Кореница, 28. август 1867 − Кореница, 4. септембар 1931) био је српски и југословенски историчар и етнограф који је био више година (1921−1928) професор Скопског факултета и његов декан.

## Биографија
Гимназију је свршио у Госпићу 1888. Као главне науке учио је српски, грчки и латински језик у универзитету у Загребу (3 године) и у Бечу (2 године). Докторат је добио у Бечу 1895. Око две године био је наставник у госпићанској гимназији (1894/5 и 1895/6). У јесен 1896. пустио је своје воље државну службу. У априлу 1898. постао је доцент за грчки језик и књижевност у Великој Школи у Београду. У октобру 1899. изабран је, а у марту 1901. потврђен за ванредног професора.
У ратовима је био до 1915. у разним војним административним службама, а од 1915. до 1918. живео је у Француској и Италији.
За редовног професора скопског факултета изабран је 1921, и на тој дужности остао је до 1928. када је по својој молби пензионисан. После тога живео је у Београду бавећи се искључиво науком.
После смрти оставио је велики спис под именом „Додатак Вуковом Речнику”. Ту је он покупио преко 10.000 „српских народних речи и значења којих нема у Вуковом Речнику”.

## Рад
- Ђерић, Василије (1901). О српском имену по западнијем крајевима нашега народа. Штампано у Државној штампарији Краљевине Србије.
- Ђерић, Василије (1904). О српском имену у старој Србији и у Македонији. Државнаштампарија Краљ. Србије.
- Ђерић, Василије (1914). О српском имену по западнијем крајевима нашега народа. Штампарија Доситије Обрадовић.
- Ђерић, Василије (1922). Неколико главних питања из етнографије Старе Србије и Маћедоније. Срем. Карловци Српска Манастирска Штампарија.

## Галерија
- Прво издање књиге О српском имену по западнијем крајевима нашега народа (1901)
- О српском имену у Старој Србији и у Маћедонији (1904)
- Друго издање књиге О српском имену по западнијем крајевима нашега народа (1914)